# Olivia Pigeot
Olivia Pigeot es una actriz australiana, conocida por haber interpretado a Tia en la película A Cold Summer.

## Biografía
En 1996 se graduó del National Institute of Dramatic Art "NIDA" en actuación.
Olivia tiene una hijo Johnnie.

## Carrera
En 2010 apareció en la película Tomorrow, When the War Began donde interpretó a la señora Linton la madre de Ellie Linton (Caitlin Stasey).
En 2011 se unió al elenco de la miniserie Paper Giants: The Birth of Cleo donde dio vida a Rosina O'Casey, la editora de modas de la revista Cleo.
En octubre de 2013 apareció como invitada en la popular serie australiana Home and Away donde interpretó a Debbie Barrett, la madre de Andy (Tai Hara) y Josh Barrett (Jackson Gallagher), Debbie fue arrestada luego de dispararle erróneamente a Josh mientras intentaba dispararle a Brax. Anteriormente Olivia había aparecido por primera vez en la serie en 1993 donde dio vida a Fiona Harris en quince episodios y nuevamente en el 2007 ahora interpretando a la enfermera Heather McCabe, la madre de Tamsyn Armstrong durante el episodio #1.4536.

## Filmografía
Series de televisión
| Año  | Serie                           | Personaje         | Notas                               |
| ---- | ------------------------------- | ----------------- | ----------------------------------- |
| 2013 | Home and Away                   | Debbie Barrett    | 4 episodios                         |
| 2011 | Paper Giants: The Birth of Cleo | Rosina O'Casey    | 2 episodios - miniserie             |
| 2011 | Bananas in Pyjamas              | -                 | episodio "The Fix-it Bananas"       |
| 2009 | Rescue Special Ops              | Vanessa Marchello | episodio # 1.12                     |
| 2005 | The Alice                       | Tansy             | episodio # 1.8                      |
| 2004 | The Cooks                       | Sarah             | episodio "Swimming Upstream"        |
| 2004 | All Saints                      | Lisle Vanstone    | episodio "In Too Deep"              |
| 2003 | Farscape                        | Marella           | episodio "Bringing Home the Beacon" |
| 2000 | Stingers                        | Evelyn Leigh      | episodio "HeartLine"                |
| 2000 | Above the Law                   | Paula             | episodio "Little Acts of Kindness"  |
| 1997 | Murder Call                     | Daniel Vander     | episodio "Dead Clean"               |

Películas
| Año  | Título                       | Personaje          | Notas |
| ---- | ---------------------------- | ------------------ | --- |
| 2011 | The Sellers                  | Rebecca Murel      | junto a Andrew Ryan, Will Howarth, Brandon Burke, Ashley Cheadle, Amber Gokken & Kristy Hocking            |
| 2010 | Tomorrow, When the War Began | Mrs. Linton        | junto a Caitlin Stasey, Rachel Hurd-Wood, Lincoln Lewis, Phoebe Tonkin, Ashleigh Cummings & Colin Friels   |
| 2006 | The Book of Revelation       | Bernadette         | junto a Greta Scacchi, Colin Friels, Deborah Mailman & Nadine Garner                                       |
| 2005 | Small Claims: White Wedding  | Simone             | junto a Claudia Karvan, Rebecca Gibney, Alyssa McClelland, Deborah Kennedy, Roy Billing & Brooke Satchwell |
| 2004 | Somersault                   | Nicole             | junto a Abbie Cornish, Damian de Montemas, Paul Gleeson, Sam Worthington & Nathaniel Dean                  |
| 2003 | A Cold Summer                | Tia                | junto a Teo Gebert & Susan Prior                                                                           |
| 2001 | Ihaka: Blunt Instrument      | Michelle           | junto a Temuera Morrison, Rebecca Gibney, Linal Haft & Rachael Carpani                                     |
| 2000 | The Three Stooges            | Secretaria de Cohn | junto a Paul Ben-Victor, Rachael Blake, Anna Lise Phillips, Jeanette Cronin, Joel Edgerton & Marton Csokas |
| 1999 | Powderburn                   | Lily               | junto a Blazey Best, Nicholas Bishop, Ian Bliss, Blaise Cooper & Alan Lovell                               |
| 1998 | Three Chords and a Wardrobe  | Cynthia            | corto - junto a Marcus Graham & Sophie Heathcote                                                           |

Escritora
| Año  | Título        | Notas     |
| ---- | ------------- | --------- |
| 2003 | A Cold Summer | escritora |

Teatro
| Año  | Obra                    | Personaje | Director (a)   | Teatro             | Notas                                                                                      |
| ---- | ----------------------- | --------- | -------------- | ------------------ | ------------------------------------------------------------------------------------------ |
| 2012 | Porn Cake               | Belle     | Shannon Murphy | Stables Theatre    | junto a Glenn Hazeldine, Josef Ber & Georgina Symes                                        |
| 2008 | Death of a Salesman     | -         | Sandra Bates   | York Theatre       | junto a Norman Coburn, Anna Cottrell, Tom O'Sullivan, Michael Ross & Jacki Weaver          |
| 2004 | Sugarbomb               | -         | Melita Rowston | Old Fitz. Theatre  | junto a Martelle Hammer & Matt Rainey                                                      |
| 1999 | Corporate Vibes         | -         | Robyn Nevin    | Sydney Theatre     | junto a Kelly Butler, Tony Llewellyn-Jones, Andrew McFarlane, Lydia Miller & William Zappa |
| 1993 | The One Day of the Year | -         | John Saunders  | -                  | junto a Peter McCallum, Lyn Collingwood & Colin Taylor                                     |
| 1992 | Criminals in Love       | -         | Martin Reefman | Crossroads Theatre | junto a Alan Flower, Danielle Spencer & Dan Wyllie                                         |
| -    | Sexual Perversity       | -         | -              | Theatre Jamb       | -                                                                                          |
| -    | Love for Love           | -         | -              | Sydney Theatre     | -                                                                                          |

## Premios y nominaciones
| Año  | Categoría                      | Premio     | Película      | Resultado |
| ---- | ------------------------------ | ---------- | ------------- | --------- |
| 2004 | Best Actress in a Leading Role | AFI Award  | A Cold Summer | Nominada  |
| 2003 | Best Actor - Female            | FCCA Award | A Cold Summer | Nominada  |